# Élections législatives françaises de 1848
 (octobre 2023).
Si vous disposez d'ouvrages ou d'articles de référence ou si vous connaissez des sites web de qualité traitant du thème abordé ici, merci de compléter l'article en donnant les références utiles à sa vérifiabilité et en les liant à la section « Notes et références ».
En pratique : Quelles sources sont attendues ? Comment ajouter mes sources ?

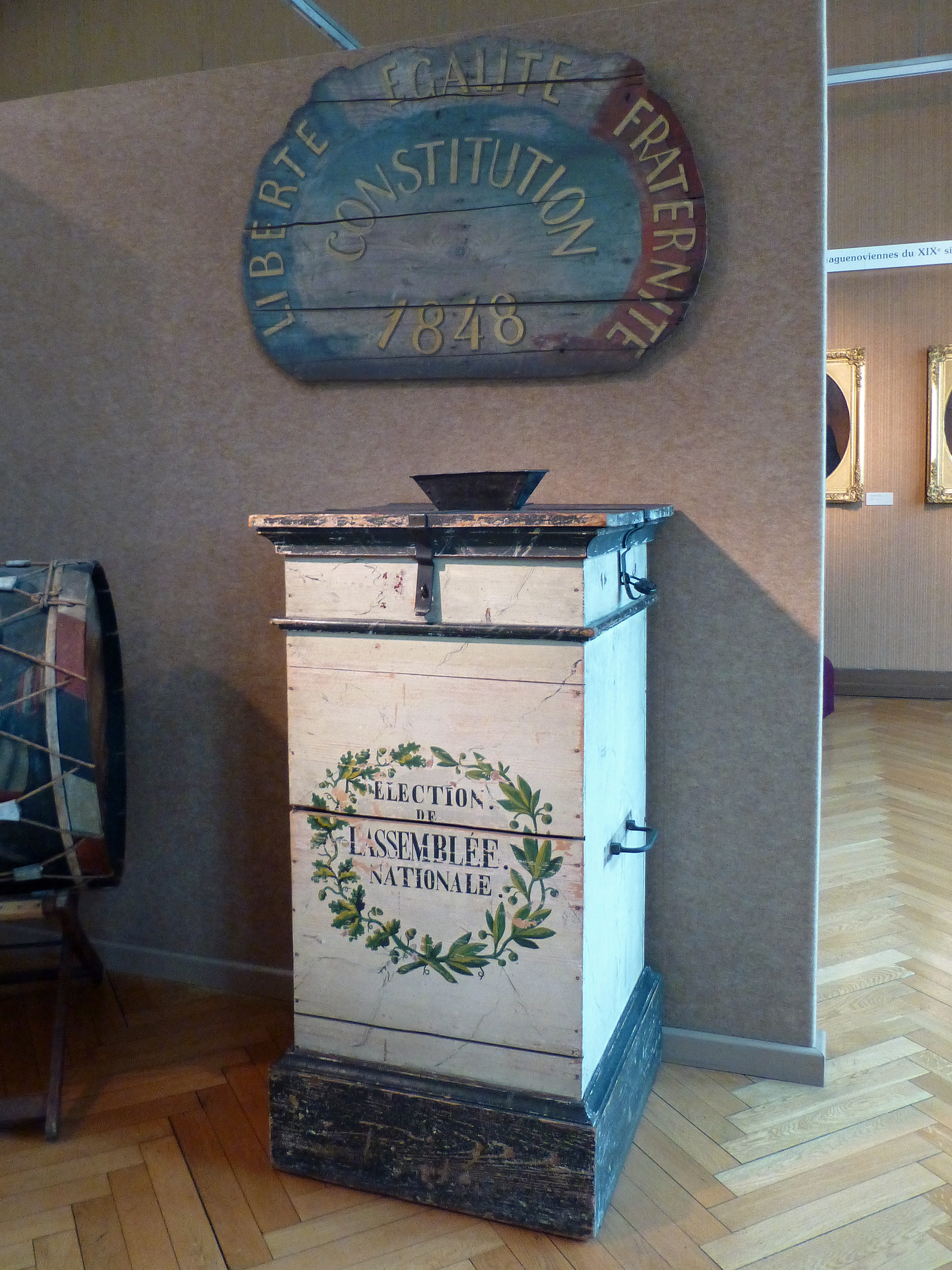
Une urne utilisée en 1848, entreposée au musée historique de Haguenau.

Les élections législatives françaises de 1848 ont lieu en France les 23 et 24 avril 1848.

## Contexte
À la suite des journées de février 1848, le gouvernement provisoire a fixé au 9 avril l'élection de l'Assemblée nationale constituante chargée de rédiger la nouvelle Constitution. Les éléments les plus radicaux craignent que la Révolution soit confisquée par une majorité rurale guidée par les notables et souhaitent retarder les élections. Auguste Blanqui profite de la manifestation de masse du 17 mars et obtient du gouvernement un report au 23 avril. Ce sont les premières élections depuis 1792 à se dérouler au suffrage universel masculin. Par rapport au système censitaire, le nombre d'électeurs est multiplié par 40. Elles ont lieu au scrutin majoritaire plurinominal dans le cadre du département. Les listes ne sont pas bloquées et les électeurs peuvent rajouter des noms. Le vote a lieu au chef-lieu de canton.
Aucune profession de foi n'appelle à réinstaurer le suffrage censitaire.

## Résultats
Les résultats sont difficiles à interpréter car il n'y a pas de véritable organisation en partis. Plusieurs décomptes ont été établis :
- environ 500 républicains modérés, 250 réactionnaires ou conservateurs, et 150 républicains avancés selon Maurice Agulhon ;
- 280 républicains modérés, 250 orléanistes, 60 légitimistes, 80 républicains « démocrates et socialisants » et 200 élus sans passé politique connu selon Raymond Huard ;
- 450 républicains modérés, 200 orléanistes, 50 légitimistes et 200 républicains avancés selon Sylvie Aprile[2].

Les membres du gouvernement provisoire sont tous élus dans le département de la Seine, Lamartine recueillant le plus de suffrages. La majorité est composée de républicains modérés dans la ligne du journal Le National.
L'Assemblée se réunit le 4 mai 1848 et installe une Commission exécutive de cinq membres.
Du fait de la possibilité de candidatures multiples (Lamartine est élu dans 17 départements), des élections partielles ont lieu le 4 juin. À cette occasion sont élus Adolphe Thiers, Victor Hugo, mais surtout Louis-Napoléon Bonaparte (élu dans quatre départements), dont la qualité de prétendant divise l'Assemblée chargée de valider elle-même les élections. Ce dernier prend l'initiative de démissionner le 16 juin, ce qui le mit hors-jeu dans la répression des journées de juin. Il se représente aux élections partielles des 17 et 18 septembre et il est de nouveau réélu dans cinq départements. Son élection est cette fois validée à l'unanimité.
L'Assemblée se sépare début mai 1849, après avoir voté la Constitution et cède la place à la nouvelle Assemblée législative.

## Composition de l'hémicycle
|                          |                          |           |       |         |     |
| Parti                    | Parti                    | Voix      | %     | Sièges  | +/- |
|                          | Républicains modérés     | 5 328 022 | 68,00 | 280-500 | Nv. |
|                          | Parti de l'Ordre         | 1 802 125 | 23,00 | 250-310 | Nv. |
|                          | Montagne                 | 705 180   | 9,00  | 80-200  | Nv. |
|                          |                          |           |       |         |     |
| Total                    | Total                    | 7 835 327 | 100   | 880     | 422 |
| Abstentions              | Abstentions              | 1 559 708 | 16,60 |         |     |
| Inscrits / participation | Inscrits / participation | 9 395 035 | 83,40 |         |     |